# Rosnay-l'Hôpital
Rosnay-l'Hôpital é uma comuna francesa na região administrativa de Grande Leste, no departamento de Aube. Estende-se por uma área de 12,47 km². Em 2010 a comuna tinha 185 habitantes (densidade: 14,8 hab./km²).